# Protarache
Protarache là một chi bướm đêm thuộc họ Noctuidae.